# غروب ساسکواچ
غروب ساسکواچ (به انگلیسی: Sasquatch Sunset) یک فیلم آمریکایی محصول ۲۰۲۴ در ژانر درام فانتزی به کارگردانی دیوید زلنر و ناتان زلنر، نویسندگی دیوید است.  زلنر و با بازی رایلی کیو، جسی آیزنبرگ، کریستف زژاک-دنک و ناتان زلنر. این فیلم یک خانواده از ساسکواچ را در مدت یک سال دنبال می‌کند. آری آستر به عنوان تهیه کننده اجرایی تحت پرچم (میخ مربع) خود فعالیت می کرد.
اولین نمایش جهانی آن در فستیوال فیلم ساندنس ۲۰۲۴ در ۱۹ ژانویه ۲۰۲۴ بود. این فیلم توسط خیابان بلیکر در ۱۲ آوریل ۲۰۲۴ منتشر شد.

## طرح
در اوایل دهه ۱۹۹۰، چهار عشایر یک ساسکواچ - بی‌رحم نر آلفا، زن تنها، پسرش و یک مرد دیگر- در جنگل‌های کالیفرنیای شمالی زندگی می‌کنند. آلفا اغلب با زن رابطه جنسی برقرار می‌کند و گروه مراسمی را انجام می‌دهند که در آن شاخه‌ها را به امید دریافت پاسخ از سایر ساسکواتچ‌ها، طبل می‌زنند.
در طول فصل بهار، ماده پیشروی آلفا را رد می کند و او یک چوب باربر را از پناهگاه آنها بیرون می کشد تا با آن رابطه جنسی برقرار کند. گروه او را تعقیب می کنند و او یک قارچ سمی می خورد و سعی می کند با یک شیر کوهی در حالی که تحت تأثیر آن است رابطه جنسی داشته باشد.  کودک شیر کوهی را می یابد که آلفا را بیرون می دهد و به ساسکواتچ های دیگر هشدار می دهد، اگرچه آنها تا روز بعد متوجه نمی شوند.  گروه او را دفن می کنند.
حالا تابستان، مرد به آلفای جدید تبدیل می‌شود و زن باردار آشکارا او را تحریک می‌کند، اما او درخواست‌های او را برای رابطه جنسی رد می‌کند.  آنها با یک درخت برچسب خورده و بعداً با جاده ای روبرو می شوند که از ترس آن را با ادرار و مدفوع نشان می دهند.  آن‌ها در رودخانه‌ای با کنده‌ای برچسب‌دار مواجه می‌شوند که نر بالای آن می‌ایستد و از آن می‌افتد و پاهایش زیر آن گیر می‌کند.  زن و کودک نمی توانند به مرد کمک کنند تا فرار کند، و با درماندگی می بینند که جریانی آن را روی سینه او می ریزد و او را به دام می اندازد و غرق می کند.  دو نفر باقی مانده پس از آن او را دفن کردند.
در پاییز، ساسکواتچ ها در حالی که صاحبان آن بیرون هستند، با یک کمپینگ مواجه می شوند.  وقتی زن می فهمد که چگونه عشق برای متنفر بودن از تو را از بوم باکس بنوازد، او و کودک از نظر احساسی تحت تأثیر قدرت موسیقی قرار می گیرند و در نهایت سایت را خراب می کنند.  یک حمله خشم؛  کودک فریزبی را به شکم ماده می اندازد و باعث می شود آب او بشکند. آنها فرار می کنند و سعی می کنند قبل از اینکه ماده به طور ناگهانی بچه ای به دنیا بیاورد چیزی برای خوردن پیدا کنند. شیر کوهی نزدیک می شود، اما او با جفت بچه حواسش را پرت می کند و آنها می روند.
حالا زمستان، آنها یک مرغ قلمی را می دزدند و مادر بچه را از تله خرس نجات می دهد.  نوزاد تقریباً در خواب خفه می شود تا زمانی که مادر او را احیا کند.  آنها یک آتش سوزی جنگل و بسیاری از درختان خرد شده را می بینند و در نهایت با نزدیک شدن بهار در نهر بید، کالیفرنیا منفجر می شوند. آنها در خارج از موزه محلی با مجسمه ساسکوچ روبرو می شوند و سعی می کنند با آن ارتباط برقرار کنند.

## بازیگران
- جس آیزنبرگ به عنوان مرد
- رایلی کیو به عنوان زن
- کریستف زاژاک دنک در نقش کودک
- ناتان زلنر در نقش مرد آلفا